# 7352-es mellékút (Magyarország)
A 7352-es számú mellékút egy több mint 30 kilométer hosszú, négy számjegyű mellékút Zala vármegyében. A Zala észak-déli irányban húzódó völgyének nyugati oldalán sorakozó településeket köti össze, a 75-ös főúttól a folyó zalabéri nagy kanyarjáig.

## Nyomvonala
A 75-ös főútból ágazik ki, annak 10+950 kilométerszelvénye közelében, Zalaapáti központjában, észak felé. Gyakorlatilag egyenes folytatása a Galamboktól induló, Zalakaroson és Zalaszabaron át idáig húzódó 7522-es útnak, ami itt ér véget, bő 23 kilométer megtétele után. Zalaapáti lakott területén Deák Ferenc utca néven halad, majd a településhez csatolt Zalahosszúfalu területén a Jókai Mór utca nevet veszi fel, nagyjából változatlan irányban húzódva. A 4+450-es kilométerszelvénye táján átlép Bókaháza településre, melynek lakott területét az 5. kilométerénél éri el, ott a neve Rákóczi Ferenc utca; a központtól északra pedig Kossuth Lajos utca néven húzódik. 6,5 kilométer után lép ki a község belterületéről, és a 6+900-as kilométerszelvényénél átlép Zalacsány területére.
8,7 kilométer után éri el Zalacsány első házait, ott az Arany János utca nevet veszi fel, majd áthalad a Zalacsányi-patak folyása fölött, és a 9. kilométerénél egy körforgalmú csomópontba ér: itt keresztezi a 76-os főutat, amely itt kevéssel 29,5 kilométer megtétele után jár. A körforgalmon túl már a Csány László utca nevet viseli, a 9+800-as kilométerszelvényét elhagyva pedig kilép a település házai közül. Nagyjából ugyanott kiágazik belőle egy önkormányzati út nyugati irányban, Örvényeshegy településrész felé.
10,9 kilométer után lép át Kehidakustány területére, s egyben a Keszthelyi járásból a Zalaszentgróti járásba. 11,6 kilométer után torkollik bele kelet felől a 7356-os út, a Zala keleti partján fekvő kustányi településrész felől, majd a 12+300-as kilométerszelvénye közelében éri el Kehida első házait. Itt a Dózsa György utca nevet veszi fel, így találkozik, a 13+250-es kilométerszelvényénél a 7357-es úttal, amely Kehida történelmi központját köti össze a település üdülőövezetével, illetve a kustányi híddal, és mindössze másfél kilométer után ér itt véget. Kevéssel ezután a 7352-es elhalad a kehidai Deák család kúriája mellett, és 13,5 kilométer megtétele után kilép a település belterületéről. 16. kilométere előtt kicsivel eléri a néhány házból álló Barátsziget településrészt, majd rögtön átlép Zalaszentgrót közigazgatási területére, és ott kiágazik nyugat felé a 73 208-as út, amely a zsákfalunak számító Kallósdra vezet és ott ér véget, bő 2 kilométer után.
1984-ben több környező, addig önálló községet csatoltak hozzá Zalaszentgróthoz, ezek közül az út először Zalakoppányt éri el, 17,7 kilométer után, itt a Megyei út nevet viselve. A kis településrész északi szélén, a 18+450-es kilométerszelvénye táján kiágazik belőle nyugat felé a másfél kilométer hosszú 73 207-es út – ez Zalakoppány főutcájaként húzódik a falu nyugati széléig –, valamint egy önkormányzati út kelet felé, a Zala túlpartján fekvő Zalaszentlászló legészakibb része és a településhez tartozó Szentmihálypuszta felé. Kevéssel a 23+200-as kilométerszelvénye előtt ismét nyugatra tér ki egy alsóbbrendű út, 73 206-os számozással: ez az ugyancsak 1984 óta Zalaszentgróthoz tartozó Csáford falun húzódik végig, majd a különálló Kiscsáford településrészen ér véget, 3,3 kilométer után.
24,4 kilométer után éri el az út Aranyod városrész házait, ahol Aranyodi utca lesz a neve, majd a 24+600-as kilométerszelvénye közelében beletorkollik kelet felől a 7336-os út, bő 15 kilométer megtétele után, a városközpont irányából. Nem sokkal a 26. kilométer előtt hagyja el Aranyod házait, 26,8 kilométer után a néhány házból álló Felsőaranyod városrészen halad keresztül, a 27+400-as kilométerszelvényénél pedig újra egy elágazáshoz ér: itt kelet felé ágazik ki a 73 203-as út, ami a Zala túlpartján fekvő, zsákfalu jellegű Tüskeszentpéterre vezet (1984 óta ez is Zalaszentgrót városrésze) és ott ér véget bő másfél kilométer után.
Kevéssel a 28. kilométerének teljesítése előtt éri el az út Zalaszentgrót termálfürdőjét, majd nem sokkal ezután nyugatnak fordul, követve a Zala folyásának irányváltását. 29. kilométere után lép Zalabér területére, és a 30. kilométerétől már annak házai között halad, előbb Hunyadi utca, majd Rákóczi Ferenc utca néven. A község északi szélén túljutva, 31+150-es kilométerszelvényénél keresztezi a Zala folyását, és a 7328-as útba torkollva ér véget, annak 22,300-as kilométerszelvényénél.
Teljes hossza, az országos közutak térképes nyilvántartását szolgáló kira.gov.hu adatbázisa szerint 31,277 kilométer.

## Települések az út mentén
- Zalaapáti
- Zalahosszúfalu
- Bókaháza
- Zalacsány
- Kehidakustány (Kehida)
- Zalakoppány
- Zalaszentgrót
- Aranyod
- Zalabér

## Története
Az útszakasz már a középkori vármegyei úthálózatnak is része volt, dél felé Nagykanizsáig, észak felé Vasvárig vezetett; Kehida itt vámhely volt.
Az 1792. évi Tomasits-féle térkép ezen az úton négy kocsmát is feltüntet a Zalaszentgrót és Galambok közötti szakaszon.
1841-ben Zala vármegye ezen út kiépítéséhez jelentős mennyiségű kőanyagot használt fel az 1702-ben felrobbantott zalavári vár romjainak építőanyagából.
Az eredeti tervek szerint a 87. számú főutat Lövőtől, a 84-es útból kiágazva Sopronhorpács irányában Kőszegig, onnan Szombathely, Rum, Mikosszéplak (ezáltal magában foglalva a cikkben tárgyalt útszakaszt is), Zalaszentgrót, Karmacs, Hévíz érintésével Keszthelyig építették volna ki, de erre megfelelő mennyiségű pénz nem gyűlt össze, mivel Ausztria kizárólag a Bécs és a Balaton közti legrövidebb összeköttetést, azaz a 84-es főutat támogatta anyagilag, így a főútnak csak a Kőszeg-Szombathely-Rum-Kám szakasza készült el. Ez alapján a terv alapján a cikkben tárgyalt közút Zalabér-Zalaszentgrót szakasza a 87-es főút részét képezte volna.

## Hídjai
Négy jelentősebb hídja van, ezek az alábbiak:
- a 8+914-es kilométerszelvényében a Zalacsányi-patak hídja Zalacsánynál, ez 1962-ben épült fordított T-tartós szerkezettel, nyílásköze 8,1 méter, teljes szerkezeti hossza 9,1 méter;
- a 9+545-ös kilométerszelvényében az Örvényes-patak hídja ugyancsak Zalacsány területén, ez 1959-ben épült monolit vasbetonlemez szerkezettel, nyílásköze 9,7 méter, teljes szerkezeti hossza 11,0 méter.
- a 13+254-es kilométerszelvényében a Kehidai-patak hídja Kehidakustánynál, ez szintén 1959-ben épült monolit vasbetonlemez szerkezettel, nyílásköze 7,9 méter, teljes szerkezeti hossza 8,9 méter;
- a 30+876-os kilométerszelvényében a zalabéri Zala-híd, ez 1960-ban épült az 1929-ben néhány méterrel arrébb állt és 1945-ben felrobbantott korábbi híd helyén, monolit vasbeton bordás lemezszerkezettel; legnagyobb nyílásköze 21,0 méter, teljes szerkezeti hossza 90,9 méter.[3]

### A zalabéri híd
Az útszakasz legfontosabb hídja a Zala fölött átívelő zalabéri híd, ez eredetileg az akkor 17-es számú törvényhatósági út 0+220-as kilométerszelvényénél épült, 1929-ben; a mai hivatalos nyilvántartás szerint a 7352-es út 30,876-os kilométerszelvényénél található.
Zalabér már évszázadokkal ezelőtt fontos átkelőhely volt, a túlparton 1246-ban birtokot szerző Szentgróti Dénest vámszedési jog illette meg, de a birtokszerzéskor kelt adat szerint ezt a jogát a türjei premontreieknek adományozta. Az első itteni híd valamikor a 16. században épülhetett: II. Ulászló ugyanis 1508-ban azzal a céllal engedélyezett vámszedést egy itteni földbirtokos családnak, hogy a bevételből Véged határában töltést és hidat építsenek. Az 1832-ben elkészült útkimutatás szerint két híd is volt a Zalán ezen a szakaszon, mindkettő 20 öl (46 méter), az egyik új (alig három évvel korábban épült), a másik romladozó.
Az állandó hidat úgy alakították ki, hogy több ártéri híd kapcsolódott hozzá, így a mederhíd egynyílású acélszerkezet lehetett. A két hídfő 24-24 darab, három sorban levert facölöpre támaszkodik, a cölöpöket betontest fogja össze. A felszerkezet két főtartós, csonka szegmens alakú, felül nyitott, alul „K" rendszerű szélrácsok és kereszttartókkal merevített oszlopos rácsozású, szegecselt acélszerkezet együttese. A pályalemezt hengerelt I-tartók és azon elhelyezett résvasak tartják, a járdák vasbeton lemezből készültek.
Az eredeti hidat 1928-1929 között építették, 30,46 méteres nyílással; pályaszélessége 0,60+4,80+0,60 = 6,00 méter, teherbírása 20 tonna volt. Építését a Magyar Királyi Államépítészeti Hivatal zalaegerszegi osztálya rendelte el, az alépítmény tervezői Müller István és Müller Dénes vállalkozók voltak, a vasszerkezetet a Vegyipari Gépgyár Rt. kivitelezte, a műszaki ellenőr Bereczky Vilmos királyi főmérnök volt. A 70.800 pengő építési költséggel megvalósult hidat 1929. október 26-án helyezték forgalomba.
1945-ben a hidat és a négynyílású vasbeton ártéri hidat is felrobbantották. Helyükre előbb ideiglenes fahidak épültek, de előbb-utóbb elkerülhetetlenné vált teherbíróbb, korszerű híd építése. Az új híd a hozzá vezető út nyomvonal-korrekciójával, a meder- és ártéri híd összevonásával épült meg, a régi mederhídtól 20 méterre, Sigrai Tibor (Uvatgerv) tervei alapján. A felszerkezet ötnyílású, felsőpályás, három főtartós, a közbenső támaszok felett 11,34 méter hosszban kétcellás monolit vasbeton szerkezet. A híd építését olyan fontosnak és sikeresnek ítélték meg, hogy a hidat 1960. november 12-én a hivatalban lévő közlekedési és postaügyi miniszter adta át a forgalomnak.